# Lecelles
Lecelles település Franciaországban, Nord megyében. Lakosainak száma 3048 fő (2022. január 1.). Lecelles Brunehaut, Saméon, Thun-Saint-Amand, Maulde, Nivelle, Rosult, Rumegies és Saint-Amand-les-Eaux községekkel határos.

## Népesség
A település népességének változása:
| Lakosok száma | 2718 | 2771 | 2837 | 2810 | 2828 | 2847 | 2896 | 3004 | 3048 |
|               | 2013 | 2015 | 2016 | 2017 | 2018 | 2019 | 2020 | 2021 | 2022 |